# Ralf Fährmann
Ralf Fährmann (Karl-Marx-Stadt, 1988. szeptember 27. –) német korosztályos válogatott labdarúgó, a Schalke játékosa.

## Pályafutása

### Utánpótlás klubok
Fährmann 1988-ban született az NDK-ban, Karl-Marx-Stadtban (ma: Chemnitz). Itt alapozta meg labdarúgói karrierjét: hétéves korától a VfB Chemnitz, három évvel később pedig a Chemnitzer FC játékosa lett. Innen került 2003-ban a Schalke utánpótlás csapatához, amivel 2006-ban német juniorbajnok lett.

### Schalke 04
2007 januárjában került a felnőtt csapathoz, ahol Manuel Neuer és Mathias Schober mögött harmadik számú kapusként szerepelt. Ennek megfelelően első bevetésére több mint másfél évet kellett várni: 2008. szeptember 13-án 3-3-as döntetlennel debütált a Bundesligában, a Borussia Dortmund elleni derbin. Ezen kívül még kettő bajnokin, illetve egy-egy Német Kupa és UEFA-kupa mérkőzésen védett.

### Eintracht Frankfurt
A kevés játéklehetőség miatt nem hosszabbította meg 2009 nyarán lejáró szerződését a Schalkénál, így ingyen távozhatott az Eintracht Frankfurt csapatához. Itt a szezon elején azonban keresztszalag-szakadást szenvedett, így sokáig nem tudott a kezdőcsapatba kerülni. A 2010-2011-es szezon második felére már ő volt az első számú kapus, azonban ez sem tudta megmenteni a Frankfurtot a kieséstől.

### Visszatérés a Schalkéba
2011 nyarán Neuer a Bayern Münchenbe igazolt, a Schalke kapus posztja tehát megüresedett. A megszűnő szerződésű Fährmann így ingyen térhetett vissza korábbi csapatához Frankfurtból, ahová 2015. június 30-ig írt alá. Első tétmérkőzését a Dortmund elleni Szuperkupa volt, ahol a büntetőpárbajban győzelemhez segítette csapatát. A Bundesliga 9. fordulójában, azonban ismét súlyos sérülést szenvedett, és ezután több hónapos kihagyásra kényszerült. Felépülése alatt Timo Hildebrand és Lars Unnerstall áll a Schalke kapujában. Helyetteseivel annyira elégedettek voltak, hogy felépülése után sem számítottak rá az első csapatnál. A teljes 2012/13-as szezont a tartalékok között töltötte.
Közel két év után győzelemmel tért vissza az élvonalba (Eintracht Braunschweig-Schalke 2:3), majd Hildebrand sérülése miatt a Bajnokok Ligájában is bemutatkozhatott a FC Steaua București ellen (0:0). Jó teljesítményének köszönhetően ismét megragadt a kezdőcsapatban, sőt egy szurkolói klub a 2013/14-es szezon Schalke-játékosának is megválasztotta. 2014 nyarán 2019-ig meghosszabbította szerződését a klubnál.
A 2014/15-ös szezon első felében is megbízhatóan védett, ám a téli szünetben, a katari edzőtáborban újabb sérülést szenvedett. Ezt követően a nyáron szerződtetett Fabian Giefer vette át a helyét, azonban rövidesen ő is sérülést szenvedett, így a szezon hátralévő részében a harmadik számú kapus, az akkor 18 éves Timon Wellenreuther védett.

## Válogatottban
A felnőtt válogatottba egyelőre nem hívták be, de a korosztályos válogatottakban többször is szerepelt: 4 alkalommal lépett pályára az U-19-es válogatottban, ezzel a csapattal részt vett a 2007-es U19-es labdarúgó-Európa-bajnokságon. Az U20-asban 5, az U21-es csapatban pedig 1 meccset játszott.

## Sikerei, díjai
- Schalke 04
  - Német A-junior bajnok: 2006
  - Német szuperkupa: 2011
  - Bundesliga 2: 2021–22

## Külső hivatkozások
- Ralf Fährmann adatlapja a Kicker oldalon (németül)
- Ralf Fährmann adatlapja a Transfermarkt oldalon (angolul)
- Ralf Fährmann adatlapja a Soccerway oldalon (angolul)